# Stănișești
Stanisești là một xã thuộc hạt Bacău, România. Dân số thời điểm năm 2002 là 4744 người.